# Parafia św. Jana Nepomucena w Bojanach
Parafia św. Jana Nepomucena w Bojanach – parafia rzymskokatolicka terytorialnie i administracyjnie znajdująca się w archidiecezji lwowskiej, w dekanacie Czerniowce. W parafii posługują księża archidiecezjalni. Według stanu na marzec 2024 proboszczem parafii był ks. Marcin Miraś.